# Holste
Holste település Németországban, azon belül Alsó-Szászország tartományban. Lakosainak száma 1419 fő (2023. december 31.). Holste Vollersode, Hambergen, Lübberstedt, Axstedt, Beverstedt és Gnarrenburg községekkel határos.

## Népesség
A település népességének változása:
| Lakosok száma | 1346 | 1365 | 1365 | 1399 | 1402 | 1419 |
|               | 2016 | 2017 | 2019 | 2021 | 2022 | 2023 |